# Bohdan Petecki
Bohdan Petecki (ur. 5 lipca 1931 w Krakowie, zm. 23 listopada 2011 w Katowicach) – polski pisarz science fiction, autor głównie powieści młodzieżowych oraz dziennikarz.

## Życiorys
Ukończył orientalistykę na Uniwersytecie Jagiellońskim. Studiował na Wydziale Filozofii UJ w latach 1956–1957. W 1959 przeniósł się do Katowic i rozpoczął pracę jako dziennikarz. W 1961 został członkiem PZPR. Publikował teksty głównie o tematyce społecznej i gospodarczej. Był zastępcą redaktora naczelnego w katowickiej rozgłośni Polskiego Radia, gdzie prowadził autorski cykl reportaży. Był zastępcą redaktora naczelnego tygodnika „Panorama”. Od 1976 był członkiem Związku Literatów Polskich. W 1976 zrezygnował z pracy dziennikarskiej i zajął się twórczością literacką. W latach 1986–89 był wiceprezesem Oddziału Katowickiego nowego ZLP.

## Twórczość
Autor kilkunastu słuchowisk i jednego telewizyjnego spektaklu kryminalnego Niespodziewany gość (1968), opublikował również trzy powieści sensacyjne pod pseudonimami Jan Bernard i Jan Artur Bernard. Jego pierwsza powieść fantastycznonaukowa to W połowie drogi (1971). Jego utwory tłumaczone były na język słowacki oraz węgierski. Początkowo pisał fantastykę tradycyjną, w duchu science-fiction i space opery. W późniejszych latach, zniechęcony nieprzychylnością branżowej krytyki zaczął pisać bardziej pod kątem młodzieżowego odbiorcy.
W swoich utworach fantastycznych poruszał głównie tematykę kontaktu z obcymi cywilizacjami, możliwości rozwoju społecznego i technologicznego człowieka.
Według Andrzeja Niewiadowskiego, piszącego na początku lat 90., fantastyczne utwory Peteckiego cieszyły się „w ostatnich latach... sporym zainteresowaniem”. Zauważył on, że Petecki nie wprowadzał do swojej twórczości nowatorskich rozwiązań czy wątków, a w jego utworach dominowały klasyczne motywy SF takie jak eksploracja kosmosu czy kontakt z Obcymi.

## Publikacje

### Sensacja i kryminał
- Niespodziewany gość (1968)
- Telefonował morderca (1969)
- Noc Robin Hooda (1970)
- Żmije złote i inne (1972)

### Fantastyka
- W połowie drogi (Czytelnik 1971)
- Strefy zerowe (Iskry 1972)
- Ludzie z Gwiazdy Feriego (Śląsk 1974)
- Tylko cisza (Iskry 1974)
- Operacja wieczność (Iskry 1975)
- Rubin przerywa milczenie (Śląsk 1976)
- Messier 13 (Iskry 1977)
- X-1 uwolnij gwiazdy (Nasza Księgarnia 1977)
- Sola z nieba północnego (Śląsk 1977)
- A,B,C... dwadzieścia cztery („Problemy” 7/1978)
- Kogga z czarnego słońca (Iskry 1978)
- Prosto w gwiazdy (Śląsk 1978)
- Królowa Kosmosu (Nasza Księgarnia 1979)
- Wiatr od Słońca (Czytelnik 1980)
- Bal na Pięciu Księżycach (Czytelnik 1981)
- Tysiąc i jeden światów (Czytelnik 1983)
- Pierwszy Ziemianin (Bajka totalna) (Iskry 1983)
- Tu Alauda z planety trzeciej (Śląsk 1988)
- Taki, co przyszedł z góry (Wydawnictwo Dolnośląskie 1995)